# Agathosma scaberula
Agathosma scaberula är en vinruteväxtart som beskrevs av Dümmer. Agathosma scaberula ingår i släktet Agathosma och familjen vinruteväxter. Inga underarter finns listade i Catalogue of Life.